# Còtabos

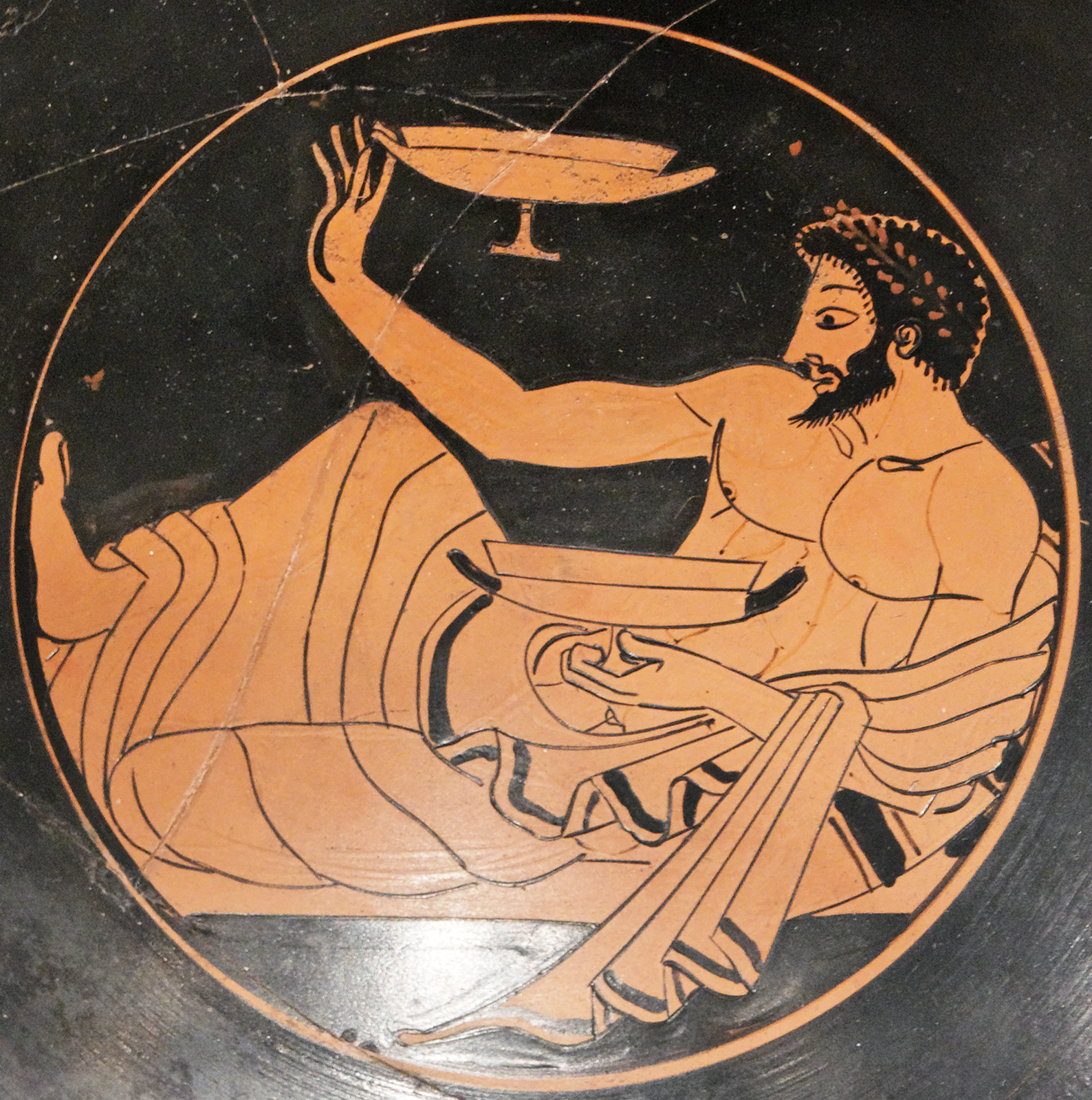
Assistent a un simposi practicant el joc del còtabos. Cílix àtica de figures vermelles del Metropolitan Museum of Art

El còtabos (en grec: κότταβος) era un joc d'habilitat que practicaven els grecs en època clàssica durant els simposis. Consistia a llençar, després de beure's el vi de la copa i sacsejant-la amb la mà, les gotes que havien quedat al fons a un punt fixat pels assistents, sense que se'n perdés ni una. Era un joc originari de Sicília; es practicava també a Etrúria, i fou introduït a Grècia cap al segle iv aC, on perdurà fins al segle iii aC.
El joc del còtabos apareix tant en la literatura com en la pintura de l'època: en el cas de la literatura, en fan referència autors com Alceu de Mitilene, Anacreont, Píndar, Baquílides, Èsquil, Sòfocles, Eurípides i Aristòfanes, entre d'altres. En el cas de l'art, el còtabos apareix representat en frescos i en nombrosos atuells ceràmics grecs de l'època, alguns dels quals van ser trobats en tombes etrusques. Entre aquestes troballes, destaca la de l'arqueòleg Wolfgang Helbig, l'any 1886.

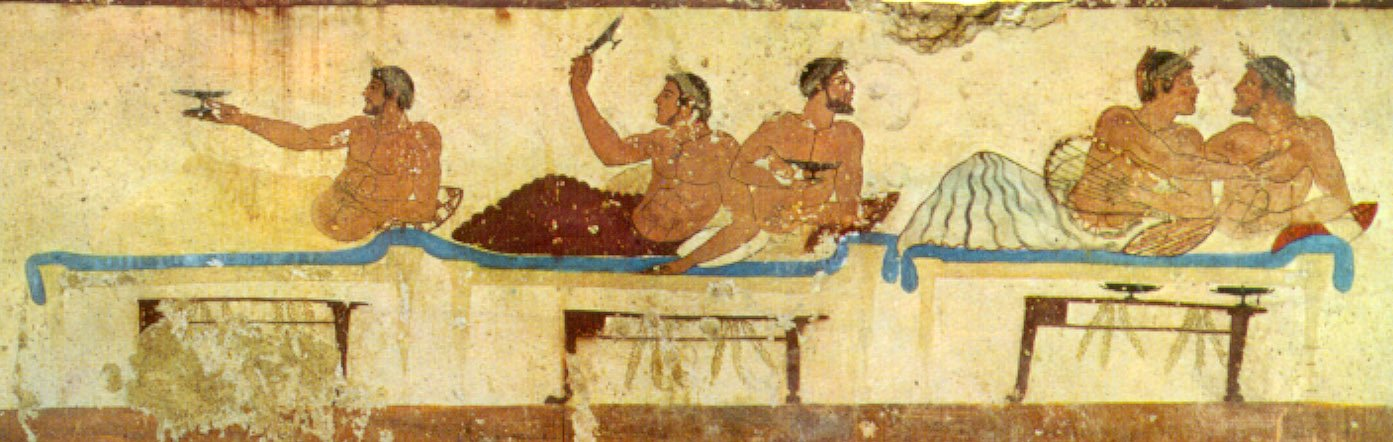
Un dels frescos de la tomba del nadador a Paestum, mostrant el joc del còtabos en acció

## Variants
Existien diverses variants del joc: en el cas del còtabos amb oxybaphon (kότταβος δι᾽ ὀξυβάφων), el vas que servia de blanc es podia omplir d'aigua, i s'omplia de petits recipients de fang nadant a la superfície, que feien d'embarcacions en miniatura. Es tractava, llavors, de fer caure les gotes dins els recipients de fang i fer-los "naufragar".
En el cas del còtabos enfonsat (kότταβος κατακτός), també es podia posar una barreta metàl·lica acabada en punta, amb un petit plat a sobre aguantat per l'equilibri. El jugador havia de fer caure el plat, i obtenia encara més punts si, en caure, el plat picava contra una espècie d'anell metàl·lic o de copa invertida col·locada sobre la barreta de metall a dos terços de la seva alçada.
El premi estipulat per al vencedor podia ser ous, pomes, dolços, sandàlies, un collar, cintes, una copa, una pilota o, simplement, un petó de la persona estimada. Es jutjava el jugador no sols per la seva punteria per fer entrar les gotes dins de l'objectiu fixat, sinó també per l'elegància del gest amb què sacsejava la copa i el soroll que feia el vi en ser llançat. La victòria o la derrota en aquest joc solia interpretar-se com un presagi favorable o desfavorable per guanyar-se els favors de la persona estimada.